# David Mazzoncini
David Mazzoncini (Bertrange, 16 ottobre 1971) è un ex calciatore francese, di ruolo centrocampista.

## Carriera
Centrocampista offensivo, ha diviso la sua ventennale carriera tra Francia, Cina, Spagna e Qatar, facendo brevi esperienze all'inizio degli anni duemila in questi ultimi tre paesi.
Firma il suo primo ed unico gol in Qatar alla quinta giornata di campionato contro l'Al-Rayyan (3-5).